# Dirk Hecht
Dirk Hecht (* 1. Dezember 1968 in Hannover) ist ein deutscher Prähistoriker und Archivar. Seine Forschungen über das Siedlungswesen der  Schnurkeramik brachten völlig neue Erkenntnisse.

## Leben
Aufgewachsen in Laatzen bei Hannover, studierte Dirk Hecht von 1993 von 1999 Vor- und Frühgeschichte, Vorderasiatische Archäologie und Klassische Archäologie an der Universität Heidelberg. Er schloss das Studium mit einer Magisterarbeit über die endneolithische Besiedlung des Atzelberges bei Ilvesheim ab. Mit der Veröffentlichung der Arbeit liegt erstmals eine Monographie über schnurkeramisches Siedlungsmaterial aus Deutschland vor. 2005 promovierte Hecht über das „Schnurkeramische Siedlungswesen im südlichen Mitteleuropa“. 
Während des Studiums und danach nahm Hecht an zahlreichen Ausgrabungen im In- und Ausland teil, z. B. Ain Ghazal, Göbekli Tepe, Hujayrat al Ghuzlan, Sirwah.
Von 1996 bis 2009 war Hecht als freiberuflicher Mitarbeit bei den Reiss-Engelhorn-Museen in Mannheim beschäftigt. 
Seit 2009 ist Dirk Hecht Leiter des Stadtarchivs von Schriesheim. Dort widmet er sich besonders der elektronischen Erschließung der Bestände und der Vermittlung von Geschichte. Seit 2014 ist er zudem Gemeindearchivar von Edingen-Neckarhausen, wo ihm der Aufbau und Neuordnung des Gemeindearchivs anvertraut ist.
Im Sommersemester 2024 ist er Lehrbeauftragter an der Universität Mannheim am Seminar für Spätmittelalter und Frühe Neuzeit.

## Schriften
- Geschichte der Stadt Schriesheim. Von der Eiszeit bis heute. Verlag Regionalkultur, Ubstadt-Weiher u. a. 2014, ISBN 978-3-89735-808-9.
- Ein völkerwanderungszeitliches Kriegergrab aus Schriesheim, Rhein-Neckar-Kreis. In: Schriesheimer Jahrbuch. 2012, ISSN 1434-5579, S. 11–39.
- Der Absturz der Lufthansamaschine „Köln“ am 12. November 1937 bei Schriesheim. In: Schriesheimer Jahrbuch. 2012, S. 153–168.
- Schriesheimer Mammutzähne. Ein Blick zurück in die letzte Eiszeit. In: Schriesheimer Jahrbuch. 2011, S. 9–23.
- Zeppeline über Schriesheim. In: Schriesheimer Jahrbuch. 2011, S. 99–111.
- Der Rippenbecher. Eine Leitform der schnurkeramischen Siedlungskeramik am Nördlichen Oberrhein. In: Archäologische Nachrichten aus Baden. 2011, ISSN 0178-045X, S. 4–9.
- Schriesheim und Mannheim. Interaktion zwischen Mannheimer Stadtbevölkerung und südlicher Bergstraße. In: Martin Krauß, Ulrich Nieß (Hrsg.): Stadt, Land, Heimat. Beiträge zur Geschichte der Metropolregion Rhein Neckar im Industriezeitalter Verlag Regionalkultur, Ubstadt-Weiher u. a. 2011, ISBN 978-3-89735-667-2, S. 277–289.
- Schriesheim zur Zeit der Staufer. In: Schriesheimer Jahrbuch. 2010, S. 19–44.
- Vier Bodenfliesen vom Strahlenberger Hof in Schriesheim. In: Alfried Wieczorek, Bernd Schneidmüller, Stefan Weinfurter (Hrsg.): Die Staufer und Italien. Drei Innovationsregionen im mittelalterlichen Europa. Band 2: Objekte (= Publikationen der Reiss-Engelhorn-Museen. 38). CES u. a., Mannheim u. a. 2010, ISBN 978-3-927774-32-2, S. 194–195.
- Der Mannheimer Altertumsverein am Beginn der archäologischen Forschung: Am Beispiel des Atzelberges bei Ilvesheim. In: Mannheimer Geschichtsblätter. NF 18, 2009, ISSN 0948-2784, S. 109–114.
- Rock-Art in Aqaba Region. In: Lutfi Khalil, Klaus Schmidt (Hrsg.): Prehistoric Aqaba I (= Orient-Archäologie. 23). Leidorf, Rahden/Westf. 2009, ISBN 978-3-89646-653-2, S. 113–125.
- Die römische Villa aus dem Gewann „Schanz“. Wie der römische Keller in das Rathaus kam. In: Schriesheimer Jahrbuch. 2009, S. 9–27.
- Im Westen was Neues. Das schnurkeramische Siedlungswesen am nördlichen Oberrhein aus der Sicht des Atzelberges bei Ilvesheim. In:  Klaus Schmidt (Hrsg.): Erste Tempel – frühe Siedlungen. 1200 Jahre Kunst und Kultur. Ausgrabungen und Forschungen zwischen Donau und Euphrat. Isensee, Oldenburg 2009, ISBN 978-3-89995-563-7, S. 117–124.
- Siedlungen der Schnurkeramik im südlichen Mitteleuropa. Siedlungsverteilung und Hausbau. In: Walter Dörfler, Johannes Müller (Hrsg.): Umwelt – Wirtschaft – Siedlungen im dritten vorchristlichen Jahrtausend Mitteleuropas und Südskandinaviens. Internationale Tagung Kiel 4.–6. November 2004 (= Offa-Bücher. NF 84). Wachholtz, Neumünster 2008, ISBN 978-3-529-01184-9, S. 253–263.
- Ein vergessenes Matronenrelief aus einem römischen Keller in Schriesheim, Rhein-Neckar-Kreis. In: Schriesheimer Jahrbuch. 2008, S. 10–26.
- Das schnurkeramische Siedlungswesen im südlichen Mitteleuropa. Eine Studie zu einer vernachlässigten Fundgattung im Übergang vom Neolithikum zur Bronzezeit. 2007, doi:10.11588/heidok.00007313, (Heidelberg, Universität, Dissertation, 2005).
- Die endneolithische Besiedlung des Atzelberges bei Ilvesheim (Rhein-Neckar-Kreis). Ein Beitrag zum endneolithischen Siedlungswesen am nördlichen Oberrhein. Books on Demand, Norderstedt 2003, ISBN 3-8330-0778-8 (Zugleich: Heidelberg, Universität, Magisterarbeit, 1999).

Herausgeberschaft
- Schriesheimer Jahrbuch. 2009–2013.